# Andżelika Wójcik
Andżelika Wójcik (Lubin, 8 november 1996) is een Pools langebaanschaatsster. 
Op de wereldkampioenschappen schaatsen voor junioren in 2016 haalde ze de bronzen medaille op het onderdeel teamsprint. In december 2021 won Wójcik op de 500 meter tijdens de wereldbekerwedstrijden in Salt Lake City, waarmee ze de eerste Poolse vrouwelijke schaatsster werd die een wereldbekerevenement won sinds Erwina Ryś-Ferens in 1988.

## Persoonlijke records[3]
| Afstand    | Tijd    | Datum            | Baan           |
| ---------- | ------- | ---------------- | -------------- |
| 500 meter  | 36,77   | 4 december 2021  | Salt Lake City |
| 1000 meter | 1.14,09 | 4 december 2021  | Salt Lake City |
| 1500 meter | 2.03,62 | 22 oktober 2016  | Inzell         |
| 3000 meter | 4.34,99 | 12 november 2016 | Berlijn        |
| 5000 meter | 8.40,92 | 17 december 2016 | Warschau       |

## Resultaten
| Jaar | EK Sprint                | WK Sprint                | WK Afstanden                     | Olympische Spelen  | WK Junioren                                                                       |
| ---- | ------------------------ | ------------------------ | -------------------------------- | ------------------ | --------------------------------------------------------------------------------- |
| 2015 |                          |                          |                                  |                    | 28e 500m 32e 1500m 23e massastart                                                 |
| 2016 |                          |                          |                                  |                    | 21e 500m · DNF 1000m · 25e 1500m · DNF massastart · 7e achtervolging · teamsprint |
| 2017 | 15e (17e, 15e, 16e, 15e) |                          |                                  |                    |                                                                                   |
|      |                          |                          |                                  |                    |                                                                                   |
| 2019 | 12e (12e, 12e, 11e, 12e) |                          |                                  |                    |                                                                                   |
| 2020 |                          | NS3 (20e, 27e, 27e, DNS) | 21e 500m · teamsprint            |                    |                                                                                   |
| 2021 | 9e (10e, 11e, 10e, 9e)   |                          | 9e 500m                          |                    |                                                                                   |
| 2022 |                          | 4e · (, 5e, , 9e)        |                                  | 11e 500m 20e 1000m |                                                                                   |
| 2023 | 7e (6e, 9e, 5e, 8e)      |                          |                                  |                    |                                                                                   |
| 2024 |                          |                          | 9e 500m · teamsprint             |                    |                                                                                   |
| 2025 |                          |                          | 7e 500m · 19e 1000m · teamsprint |                    |                                                                                   |

(#, #, #, #) = afstandspositie op sprinttoernooi (500m, 1000m, 500m, 1000m).